# Região Geográfica Imediata de Euclides da Cunha
A Região Geográfica Imediata de Euclides da Cunha é uma das 34 regiões imediatas do estado brasileiro da Bahia, uma das 5 regiões imediatas que compõem a Região Geográfica Intermediária de Paulo Afonso e uma das 509 regiões imediatas no Brasil, criadas pelo IBGE em 2017. É composta de 5 municípios.